# Gabriele Münter Preis
Der Gabriele Münter Preis ist ein nach der Malerin Gabriele Münter benannter Kunstpreis. Er gilt als renommierteste Auszeichnung für bildende Künstlerinnen in der Bundesrepublik Deutschland. Er ist europaweit der erste Kunstpreis, der sich an bildende Künstlerinnen wendet, die älter als vierzig Jahre sind.

## Trägerschaft und Geschichte
Der Gabriele Münter Preis 2025 wird ausgelobt durch die Beauftragte der Bundesregierung für Kultur und Medien (BKM) in Zusammenarbeit mit dem BBK Bundesverband Bildender Künstlerinnen und Künstler, der GEDOK – Verband der Gemeinschaften der Künstlerinnen und Kunstfördernden e.V. und dem Deutschen Künstlerbund.
Er ist europaweit der erste Kunstpreis, der sich an professionelle bildende Künstlerinnen wendet, die älter als vierzig Jahre sind. Diese Begrenzung wurde gewählt, weil Frauen dieser Altersgruppe bei hochdotierten Preisen deutlich unterrepräsentiert sind. Der Preis ist mit 20.000 Euro dotiert.
Von 1994 bis 2017 wurde der Preis ausgelobt durch das Bundesministerium für Familie, Senioren, Frauen und Jugend in Zusammenarbeit mit dem Bundesverband Bildender Künstlerinnen und Künstler, der GEDOK und dem Frauenmuseum Bonn. Die Ausstellungen der ausgewählten Künstlerinnen wurden anfangs im Bonner Frauenmuseum gezeigt, später dann zuerst im Berliner Martin-Gropius-Bau und anschließend in Bonn. Im Jahre 2017 fand sie zuerst in der Berliner Akademie der Künste (Berlin) statt. Die Ausstellungen werden immer anhand von Katalogen dokumentiert.
2012 hatte die damals zuständige Ministerin Kristina Schröder die Förderung zunächst ausgesetzt und dann gestrichen. Dadurch entstand in der Vergabe des Preises, der generell alle drei Jahre vergeben wird, eine ungewöhnlich große Lücke von sieben Jahren. Nach der 7. Vergabe des Preises im Jahr 2017 wurde eine erneute Förderung erneut abgesagt.
Seit der letzten Vergabe im Jahr 2017 engagieren sich der Bundesverband Bildender Künstlerinnen und Künstler (BBK), der Deutsche Künstlerbund und der Verband der Gemeinschaften der Künstlerinnen und Kunstfördernden (GEDOK) in einer gemeinsamen Arbeitsgemeinschaft (AG) für die erneute Vergabe des Preises. Auf Basis eines neuen Konzeptes wurden im Sommer 2024 professionelle Bildende Künstlerinnen ab einem Alter von 40 Jahren zur Bewerbung aufgerufen. Eine unabhängige Jury mit international erfahrenen Künstlern und Kuratoren wählte eine Longlist, eine Shortlist und schließlich die Preisträgerin in einem mehrstufigen Verfahren. In feierlichem Rahmen wird im Frühjahr 2025 die Preisverleihung stattfinden. Die Ausstellung mit Werken der Preisträgerin und der Künstlerinnen der Shortlist folgt im Herbst 2025 in der Europäischen Kulturhauptstadt Chemnitz im  Museum Gunzenhauser.

## Bisherige Preisträgerinnen
- 1994: Thea Richter und Gudrun Wassermann (beide Installationskünstlerinnen)
- 1997: Valie Export (Multimedia-Künstlerin)
- 2000: Rune Mields (Malerin)
- 2004: Cornelia Schleime (Malerin) und
- 2004: Ulrike Rosenbach (Performancekünstlerin)
- 2007: Leni Hoffmann (Installationskünstlerin)
- 2010: Christiane Möbus (Bildhauerin und Objektkünstlerin)
- 2017: Beate Passow (politische Installations-, Foto- und Collagekünstlerin)
- 2025: Parastou Forouhar (iranische Künstlerin)[7]